# Большебабинское сельское поселение
Большеба́бинское се́льское поселе́ние — муниципальное образование (сельское поселение) в составе Алексеевского района Волгоградской области.
Административный центр — хутор Большой Бабинский.
Глава Алексеевского сельского поселения — Андреева Татьяна Александровна.

## География
Поселение расположено на северо-востоке Алексеевского района.
Граничит с:
- на северо-востоке — с Новоаннинским районом
- на востоке — с Краснооктябрьским сельским поселением
- на юге — с Яминским сельским поселением
- на юго-западе — со Стеженским сельским поселением
- на западе и северо-западе — с Поклоновским сельским поселением

По территории поселения протекает река Бузулук.

## Население
| 2010 | 2012 | 2013 | 2014 | 2015 | 2016 | 2017 |
| ---- | ---- | ---- | ---- | ---- | ---- | ---- |
| 642  | ↘612 | ↘598 | ↘573 | ↘566 | ↘538 | ↘522 |
| 2018 | 2019 | 2020 | 2021 |      |      |      |
| ↘514 | ↘507 | ↘495 | ↘467 |      |      |      |

## Административное деление
Код ОКАТО — 18 202 810 000
Код ОКТМО — 18 602 410
На территории поселения находятся 3 хутора.
| Название          | ОКАТО          | Тип населённого пункта        | Население, чел. |
| ----------------- | -------------- | ----------------------------- | --------------- |
| Большой Бабинский | 18 202 810 001 | хутор, административный центр | 297             |
| Ольховский        | 18 202 810 003 | хутор                         | 59              |
| Павловский        | 18 202 810 004 | хутор                         | 1. Н/Д          |

## Власть
В соответствии с Законом Волгоградской области от 18 ноября 2005 г. N 1120-ОД «Об установлении наименований органов местного самоуправления в Волгоградской области», в Большебабинском сельском поселении установлена следующая система и наименования органов местного самоуправления:
- Дума Большебабинского сельского поселения (11 октября 2009 года избран второй созыв)
численность (первого созыва) — 8 депутатов[16]
избирательная система — мажоритарная, один многомандатный избирательный округ.
- Глава Большебабинского сельского поселения — Андреева Татьяна Александровна (избрана 10 октября 2010 года)[3]
- Администрация Большебабинского сельского поселения